# 阿麻氐留神社
阿麻氐留神社（あまてるじんじゃ）は、長崎県対馬市美津島町小船越にある神社。『延喜式神名帳』に記された式内社。

## 祭神
- 天日神命（あめのみたまのみこと）
  - 津島県直の祖神として、『神名帳考證』にも「阿麻氐留神是天日神命也」とある。『日本書紀』顕宗天皇紀では、壱岐の月神と共に高御魂命の末裔として現れる（対馬では豆酘の高御魂神社の5世孫とされる[1]）。阿麻氐留というのは天照であり、本来この地方の神名で、「天照神」だったと考えられている[2]。

## 概要
古代航路の拠点に鎮座する古社。『日本書紀』顕宗天皇紀によると、遣任那使・阿閉事代が神託を受け、対馬のアマテル・ タカミムスビを磐余（現在の奈良県）に、壱岐の月神を歌荒巢田（現在の京都府）に遷座させていることから、対馬・壱岐の祭祀集団（卜部）を中央に移動させる政治的意図があった可能性がある。中国には、太陽はもともと10個あり、旱魃が起きたため羿という英雄が9つを射落としたという神話があるが、阿麻氐留神社にも弓で的を射る神事が伝えられており、その関連が指摘されている。